# Arthur Forissier
Arthur Forissier (1994) es un deportista francés que compite en triatlón y duatlón.
Ganó cuatro medallas en el Campeonato Mundial de Triatlón Campo a Través entre los años 2019 y 2023, y tres medallas en el Campeonato Europeo de Triatlón Campo a Través entre los años 2014 y 2021. Además, obtuvo una medalla en el Campeonato Mundial de Xterra Triatlón de 2022.
En duatlón campo a través consiguió una medalla de bronce en el Campeonato Mundial de 2025.

## Palmarés internacional
| Campeonato Mundial | Campeonato Mundial           | Campeonato Mundial | Campeonato Mundial |
| Año                | Lugar                        | Medalla            | Prueba             |
| ------------------ | ---------------------------- | ------------------ | ------------------ |
| 2019               | Pontevedra (España)          | Medalla de oro     | Individual         |
| 2021               | Guijo de Granadilla (España) | Medalla de plata   | Individual         |
| 2022               | Târgu Mureș (Rumania)        | Medalla de bronce  | Individual         |
| 2023               | Ibiza (España)               | Medalla de bronce  | Individual         |
| Campeonato Europeo |                              |                    |                    |
| Año                | Lugar                        | Medalla            | Prueba             |
| 2014               | Cerdeña (Italia)             | Medalla de plata   | Individual         |
| 2015               | Lago Schluch (Alemania)      | Medalla de oro     | Individual         |
| 2021               | Molveno (Italia)             | Medalla de plata   | Individual         |

| Campeonato Mundial | Campeonato Mundial | Campeonato Mundial | Campeonato Mundial |
| Año                | Lugar              | Medalla            | Prueba             |
| ------------------ | ------------------ | ------------------ | ------------------ |
| 2022               | Molveno (Italia)   | Medalla de plata   | Individual         |

| Campeonato Mundial | Campeonato Mundial  | Campeonato Mundial | Campeonato Mundial |
| Año                | Lugar               | Medalla            | Prueba             |
| ------------------ | ------------------- | ------------------ | ------------------ |
| 2025               | Pontevedra (España) | Medalla de bronce  | Individual         |